# Casa de la Familia Abrahámica

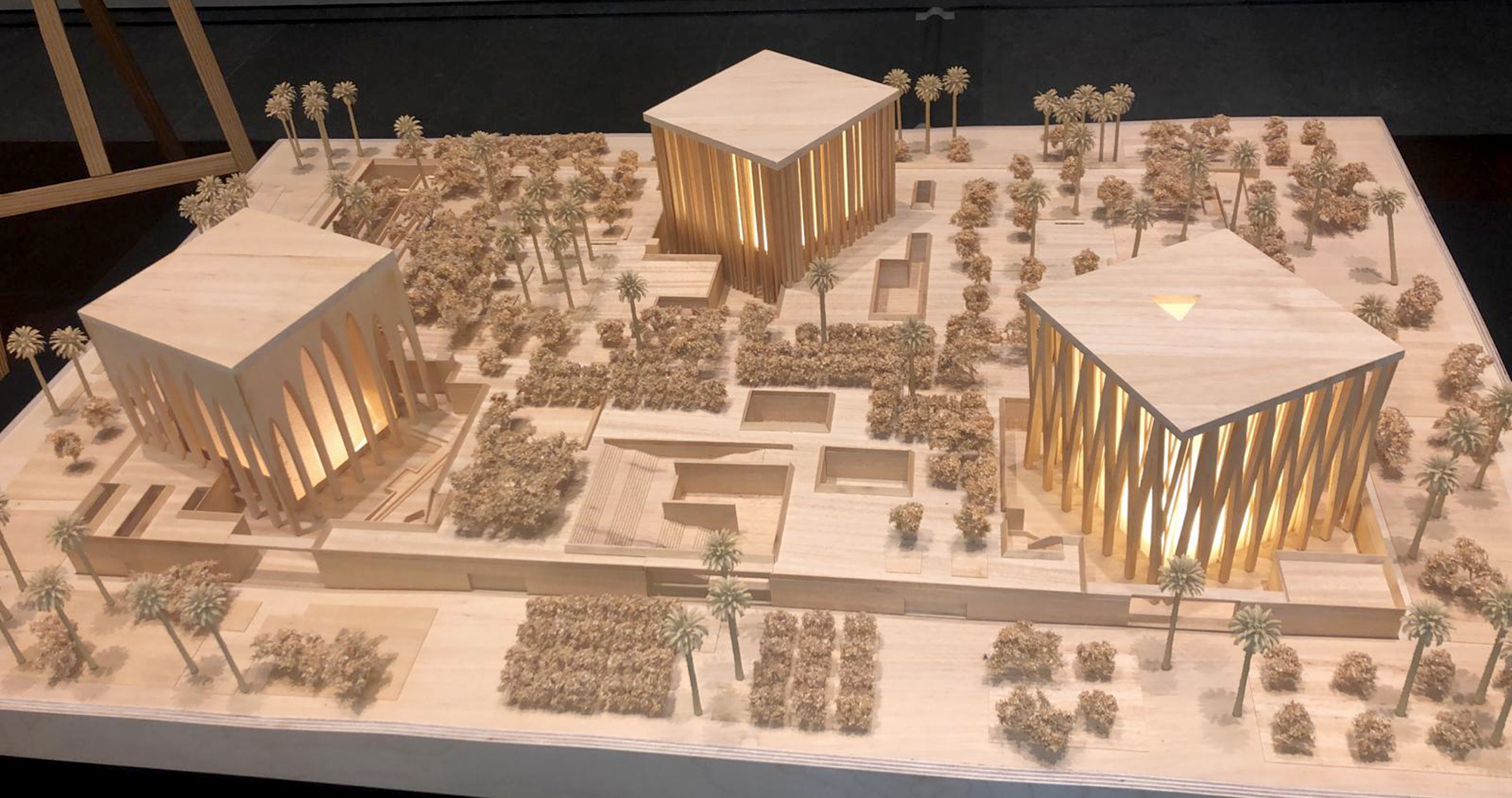
Maqueta de la Casa de la Familia Abrahamica y sus tres edificios principales.

La Casa de la Familia Abrahamica es un complejo interreligioso en la isla Saadiyat en Abu Dhabi. El compromiso se inspiró en el Documento sobre la Fraternidad Humana firmado por el Papa Francisco en nombre de la Iglesia Católica y Ahmed El-Tayeb en nombre de la Mezquita de al-Azhar el 4 de febrero de 2019 en Abu Dabi. Alberga la Iglesia de Francisco de Asís, Mezquita Imam Al-Tayeb y Sinagoga Moisés Ben Maimón en estructuras separadas.

### Propósito
La Casa de la Familia Abrahámica tiene como objetivo servir como una comunidad para el diálogo e intercambio interreligioso y ser una manifestación física del Documento sobre la Fraternidad Humana. Proporcionando recursos de aprendizaje, así como espacios para el culto.
El complejo busca representar la coexistencia interreligiosa, preservar el carácter único de las religiones representadas y construir puentes entre la civilización humana y los mensajes abrahámicos.

### Denominación de las casas de culto
Las tres casas de culto llevan los nombre del Gran Imán de Al Azhar, Ahmed El-Tayeb, el fraile católico San Francisco de Asís, asi como el filósofo y erudito judío, el rabino Moisés Ben Maimon, teniendo como nombres Mezquita del Imam Al-Tayeb, Iglesia de San Francisco y Sinagoga Moisés Ben Maimón, respectivamente.